# Gais 1919
Fotbollsklubben Gais vann 1919 sitt första SM-guld.
Inget seriespel hölls detta år, men efter första världskriget och spanska sjukans härjningar kunde klubben åter mönstra ordinarie lag, och Gais lyckades fira sitt 25-årsjubileum som svenska mästare efter att ha besegrat favoriterna Djurgårdens IF med 4–1 i finalen av svenska mästerskapet.

## Spelåret
Gais var vid ingången av 1919 tydligt det tredje laget i Göteborg; både regerande svenska mästarna IFK Göteborg och Örgryte IS hölls högre. Betecknande för detta är att Göteborgs Dagblad då fotbollsåret drog i gång meddelade vilka spelare Öis och Kamraterna hade till förfogande, medan Gais tillgängliga spelare helt utelämnades av tidningen. Gais inledde också säsongen svagt; man hade flera spelare borta på grund av sjukdom – spanska sjukan grasserade i samhället vid denna tid – och tvingades ofta spela med flera reserver. Flera gånger under våren lånades även spelare in från de andra Göteborgsklubbarna för att föreningen över huvud taget skulle kunna ställa upp med fullt lag i inbokade matcher.
Säsongen inleddes på långfredagen den 18 april med en match mot tyska Altonaer Fussball Club, som var det första tyska laget som kom på besök till Sverige efter första världskriget. Till denna match hade Gais tvingats låna in backparet Valdus Lund och Karl Olsson från IFK, och tyskarna var totalt överlägsna och vann med 8–2. I maj fick Gais tillbaka först bröderna Victor och Joel Björkman, och sedan landslagsbacken Fritjof Hillén, men trots att man spelade upp sig allt mer under våren räckte man inte till mot IFK Göteborg i DM-semifinalen den 27 maj utan förlorade med klara 3–0.
I början av juni reste Gais till Norge, där man först besegrade norska mästarna Kvik Fredrikshald med 5–1 och därefter Sandefjord BK med 8–1. Norgeresan tycks ha gjort laget gott, för bara några dagar senare avfärdade man enkelt IK Virgo med 5–2 i svenska mästerskapets andra kvalomgång, och veckan därpå slog man sensationellt Örgryte IS med 2–1.
I den tredje kvalomgången av svenska mästerskapet nådde Gais bara oavgjort 1–1 borta mot IS Halmia, och det blev därför omspel på Ullervi för att kora en segrare. I omspelsmatchen var Gais klart starkare än hallänningarna och vann med 3–0. Mellan de båda Halmia-matcherna hann Gais dessutom med att slå Örgryte IS ännu en gång, nu med 2–0. Den 13 augusti var det dags för Gais att gå in i svenska mästerskapets huvudturnering, där man för sjätte året i rad mötte IFK Göteborg i första omgången. IFK hade vunnit fyra av de fem tidigare SM-matcherna, men den här gången avfärdade Atleterna rättvist rivalerna med 3–0. Trots intensivt matchande slog man bara fyra dagar senare danska BK Frem med 1–0 på Ullervi.

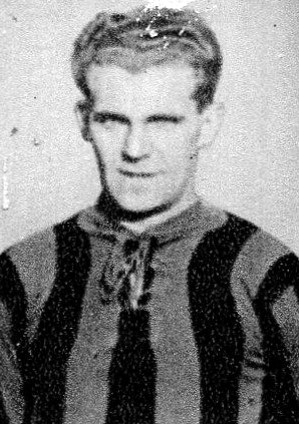
18-årige Rune Wenzel var en av Gais tongivande spelare under säsongen.

För kvartsfinalen i SM-turneringen reste Gais till Norrköping, där man slog IFK Norrköping med 3–1, och i semifinalen lottades man mot Hälsingborgs IF hemma. Inför omkring 4 100 åskådare slog man skåningarna med hela 7–1, efter att ha gjort två mål redan under matchens första tio minuter. Gais var nu favoriter till att vinna SM-finalen mot Djurgårdens IF, trots att dessa hade tagit hem tre SM (1912, 1915 och 1917) och hade sex spelare uttagna i landslaget under 1919.
Innan det var dags för SM-final skulle Gais dock möta IFK Göteborg i en match om Göteborgspokalen. I en tät match spelade lagen inför knappt 8 000 åskådare (rekord för klubbfotboll i Göteborg) oavgjort 1–1, sedan Gais tagit ledningen med ett misstänkt offsidemål och IFK:s Herbert Karlsson kvitterat strax före paus. Gais framgångar ledde också till att fyra gaisare – "Abben" Olsson, Joel Björkman, Nils Karlsson och den blott 18-årige högeryttern Rune Wenzel – fick debutera i svenska landslaget, där ett uteslutande av göteborgare bestående lag inför 19 000 åskådare på Stockholms stadion vann med 3–0 mot Danmark. Samtidigt med denna landskamp mötte återstående gaisare återigen norska mästarna Kvik hemma i Göteborg. Det reservbetonade Gaislaget förlorade med 1–2 mot norrmännen, vilket var Gais första förlust sedan slutet av maj.
Helgen därpå var det så äntligen dags för SM-final. Gais inledde bäst, och redan efter sju minuter hade unge Rune Wenzel tagit sig förbi landslagsspelaren Karl "Köping" Gustafsson och slagit in 1–0. 2–0 kom kort därpå: Wenzel slog in en centring mot "Abben" Olsson, som emellertid hoppade över bollen och lämnade centern Arvid Bergman helt fri. I andra halvlek kom Djurgården tillbaka, och Ragnar Wicksell gjorde 2–1 på frispark. Bergman utnyttjade dock därefter en försvarsmiss av stockholmarna och slog in 3–1, varefter matchen var mer eller mindre avgjord. Det sista målet gjorde Fritjof Hillén på straff efter att "Abben" Olsson blivit nedgjord i fritt läge. Gais var efter 4–1 för första gången i klubbens 25-åriga historia svenska mästare.

### Matcher
|  | 18 april 1919 | Gais                          | 2 – 8           | Altonaer F.C. | Ullervi                      |                              |
|  |               | Bror Carlsson Fridolf Jonsson | (1 – 6) Rapport |               | Göteborg Domare: Erik Alstam | Göteborg Domare: Erik Alstam |
|  |               |                               |                 |               | Göteborg Domare: Erik Alstam | Göteborg Domare: Erik Alstam |
|  |               |                               |                 |               | Göteborg Domare: Erik Alstam | Göteborg Domare: Erik Alstam |

|  | 20 april 1919 | IS Halmia | 3 – 1   | Gais |          |          |
|  |               |           | (1 – 0) |      | Halmstad | Halmstad |
|  |               |           |         |      | Halmstad | Halmstad |
|  |               |           |         |      | Halmstad | Halmstad |

|  | 22 april 1919 | Halmstads BK | 2 – 5   | Gais |          |          |
|  |               |              | (1 – 3) |      | Halmstad | Halmstad |
|  |               |              |         |      | Halmstad | Halmstad |
|  |               |              |         |      | Halmstad | Halmstad |

|  | 1 maj 1919 | Göteborgs stadslag | 3 – 1           | Gais | Walhalla               |                        |
|  |            |                    | (2 – 0) Rapport |      | Göteborg Publik: 1 700 | Göteborg Publik: 1 700 |
|  |            |                    |                 |      | Göteborg Publik: 1 700 | Göteborg Publik: 1 700 |
|  |            |                    |                 |      | Göteborg Publik: 1 700 | Göteborg Publik: 1 700 |

|  | 4 maj 1919 | Gais          | 1 – 1           | IFK Malmö | Ullervi                                        |                                                |
|  |            | Albert Olsson | (0 – 0) Rapport |           | Göteborg Publik: 1 000 Domare: Albert Nummelin | Göteborg Publik: 1 000 Domare: Albert Nummelin |
|  |            |               |                 |           | Göteborg Publik: 1 000 Domare: Albert Nummelin | Göteborg Publik: 1 000 Domare: Albert Nummelin |
|  |            |               |                 |           | Göteborg Publik: 1 000 Domare: Albert Nummelin | Göteborg Publik: 1 000 Domare: Albert Nummelin |

| DM           | 9 maj 1919   | Gais | 6 – 1           | IK Vega | Walhalla             |                      |
| (2 x 30 min) | (2 x 30 min) |      | (1 – 1) Rapport |         | Göteborg Publik: 300 | Göteborg Publik: 300 |
| (2 x 30 min) | (2 x 30 min) |      |                 |         | Göteborg Publik: 300 | Göteborg Publik: 300 |
| (2 x 30 min) | (2 x 30 min) |      |                 |         | Göteborg Publik: 300 | Göteborg Publik: 300 |

|              | 13 maj 1919  | Göteborgskombination | 3 – 2           | Gais          | Walhalla                                     |                                              |
| (2 x 30 min) | (2 x 30 min) | Erik Hjelm           | (2 – 1) Rapport | Bror Carlsson | Göteborg Publik: 1 500 Domare: Ruben Gelbord | Göteborg Publik: 1 500 Domare: Ruben Gelbord |
| (2 x 30 min) | (2 x 30 min) |                      |                 |               | Göteborg Publik: 1 500 Domare: Ruben Gelbord | Göteborg Publik: 1 500 Domare: Ruben Gelbord |
| (2 x 30 min) | (2 x 30 min) |                      |                 |               | Göteborg Publik: 1 500 Domare: Ruben Gelbord | Göteborg Publik: 1 500 Domare: Ruben Gelbord |

|       | 17 maj 1919 | Gais | 1 – 2           | Fælledklubberne (dansk kombination) | Ullervi                                        |                                                |
| 17.30 | 17.30       |      | (0 – 2) Rapport | självmål Fritiof Hillén (sjm)       | Göteborg Publik: 1 000 Domare: Albert Nummelin | Göteborg Publik: 1 000 Domare: Albert Nummelin |
| 17.30 | 17.30       |      |                 |                                     | Göteborg Publik: 1 000 Domare: Albert Nummelin | Göteborg Publik: 1 000 Domare: Albert Nummelin |
| 17.30 | 17.30       |      |                 |                                     | Göteborg Publik: 1 000 Domare: Albert Nummelin | Göteborg Publik: 1 000 Domare: Albert Nummelin |

| DM           | 27 maj 1919  | IFK Göteborg                     | 3 – 0         | Gais | Ullervi              |                      |
| (2 x 30 min) | (2 x 30 min) | Erik Börjesson (str.) Erik Hjelm | Rapport IFKdb |      | Göteborg Publik: 900 | Göteborg Publik: 900 |
| (2 x 30 min) | (2 x 30 min) |                                  |               |      | Göteborg Publik: 900 | Göteborg Publik: 900 |
| (2 x 30 min) | (2 x 30 min) |                                  |               |      | Göteborg Publik: 900 | Göteborg Publik: 900 |

|  | 8 juni 1919 | Kvik Fredrikshald | 1 – 5 | Gais |              |  |
|  |             |                   |       |      | Fredrikshald |  |
|  |             |                   |       |      |              |  |
|  |             |                   |       |      |              |  |

|  | 9 juni 1919 | Sandefjord BK | 1 – 8 | Gais |            |  |
|  |             |               |       |      | Sandefjord |  |
|  |             |               |       |      |            |  |
|  |             |               |       |      |            |  |

|  | 19 juni 1919 | Örgryte IS | 1 – 2   | Gais          | Ullervi                                        |                                                |
|  |              |            | Rapport | Albert Olsson | Göteborg Publik: 1 000 Domare: Bruno Andersson | Göteborg Publik: 1 000 Domare: Bruno Andersson |
|  |              |            |         |               | Göteborg Publik: 1 000 Domare: Bruno Andersson | Göteborg Publik: 1 000 Domare: Bruno Andersson |
|  |              |            |         |               | Göteborg Publik: 1 000 Domare: Bruno Andersson | Göteborg Publik: 1 000 Domare: Bruno Andersson |

|  | 29 juni 1919 | Gais            | 2 – 2         | Malmö FF | Ullervi                |                        |
|  |              | Fridolf Jonsson | (1 – 1) GP GD |          | Göteborg Publik: 2 000 | Göteborg Publik: 2 000 |
|  |              |                 |               |          | Göteborg Publik: 2 000 | Göteborg Publik: 2 000 |
|  |              |                 |               |          | Göteborg Publik: 2 000 | Göteborg Publik: 2 000 |

|  | 1 augusti 1919 | Gais                  | 2 – 0         | Örgryte IS | Ullervi                |                        |
|  |                | 61′ Joel Björkman 75′ | (0 – 0) GP GD |            | Göteborg Publik: 1 000 | Göteborg Publik: 1 000 |
|  |                |                       |               |            | Göteborg Publik: 1 000 | Göteborg Publik: 1 000 |
|  |                |                       |               |            | Göteborg Publik: 1 000 | Göteborg Publik: 1 000 |

|  | 17 augusti 1919 | Gais | 1 – 0      | BK Frem | Ullervi                          |                                  |
|  |                 | 2′   | (1 – 0) GD |         | Göteborg Domare: Albert Nummelin | Göteborg Domare: Albert Nummelin |
|  |                 |      |            |         | Göteborg Domare: Albert Nummelin | Göteborg Domare: Albert Nummelin |
|  |                 |      |            |         | Göteborg Domare: Albert Nummelin | Göteborg Domare: Albert Nummelin |

|  | 5 oktober 1919 | Gais          | 1 – 1                      | IFK Göteborg         | Ullervi                                           |                                                   |
|  |                | Albert Olsson | (1 – 1) GP GHS GD DN IFKdb | 44′ Herbert Karlsson | Göteborg Publik: 7 884 Domare: Hugo Olsson, Malmö | Göteborg Publik: 7 884 Domare: Hugo Olsson, Malmö |
|  |                |               |                            |                      | Göteborg Publik: 7 884 Domare: Hugo Olsson, Malmö | Göteborg Publik: 7 884 Domare: Hugo Olsson, Malmö |
|  |                |               |                            |                      | Göteborg Publik: 7 884 Domare: Hugo Olsson, Malmö | Göteborg Publik: 7 884 Domare: Hugo Olsson, Malmö |

|       | 12 oktober 1919 | Gais | 1 – 2      | Kvik Fredrikshald | Ullervi                                        |                                                |
| 13.00 | 13.00           |      | (0 – 0) GP | 51′ 54′           | Göteborg Publik: 4 000 Domare: Albert Nummelin | Göteborg Publik: 4 000 Domare: Albert Nummelin |
| 13.00 | 13.00           |      |            |                   | Göteborg Publik: 4 000 Domare: Albert Nummelin | Göteborg Publik: 4 000 Domare: Albert Nummelin |
| 13.00 | 13.00           |      |            |                   | Göteborg Publik: 4 000 Domare: Albert Nummelin | Göteborg Publik: 4 000 Domare: Albert Nummelin |

|  | 2 november 1919 | Malmö FF | 0 – 0          | Gais |                                                     |                                                     |
|  |                 |          | (0 – 0) GD SvD |      | Malmö Publik: 2 000 Domare: Einar Dusén, Norrköping | Malmö Publik: 2 000 Domare: Einar Dusén, Norrköping |
|  |                 |          |                |      | Malmö Publik: 2 000 Domare: Einar Dusén, Norrköping | Malmö Publik: 2 000 Domare: Einar Dusén, Norrköping |
|  |                 |          |                |      | Malmö Publik: 2 000 Domare: Einar Dusén, Norrköping | Malmö Publik: 2 000 Domare: Einar Dusén, Norrköping |

|  | 9 november 1919 | IK Sleipner | 1 – 2       | Gais |                                            |                                            |
|  |                 |             | (0 – 1) SvD |      | Norrköping Domare: Einar Dusén, Norrköping | Norrköping Domare: Einar Dusén, Norrköping |
|  |                 |             |             |      | Norrköping Domare: Einar Dusén, Norrköping | Norrköping Domare: Einar Dusén, Norrköping |
|  |                 |             |             |      | Norrköping Domare: Einar Dusén, Norrköping | Norrköping Domare: Einar Dusén, Norrköping |

### Svenska mästerskapet
| Kv. 2 | 13 juni 1919 | Gais | 5 – 2           | IK Virgo | Ullervi, Göteborg                   |                                     |
| 19.15 | 19.15        |      | (3 – 1) Rapport |          | Publik: 300 Domare: Albert Nummelin | Publik: 300 Domare: Albert Nummelin |
| 19.15 | 19.15        |      |                 |          | Publik: 300 Domare: Albert Nummelin | Publik: 300 Domare: Albert Nummelin |
| 19.15 | 19.15        |      |                 |          | Publik: 300 Domare: Albert Nummelin | Publik: 300 Domare: Albert Nummelin |

| Kv. 3 | 27 juli 1919 | IS Halmia     | 1 – 1           | Gais              | Halmstad |  |
|       |              | Johansson 15′ | (1 – 0) Rapport | 75′ Albert Olsson |          |  |
|       |              |               |                 |                   |          |  |
|       |              |               |                 |                   |          |  |

| Kv. 3 | 3 augusti 1919 (Omspel) | Gais                                             | 3 – 0           | IS Halmia | Ullervi, Göteborg                     |                                       |
| 17.00 | 17.00                   | Joel Björkman 30′ Gustaf Johansson Albert Olsson | (2 – 0) GAIS GP |           | Publik: 1 200 Domare: Albert Nummelin | Publik: 1 200 Domare: Albert Nummelin |
| 17.00 | 17.00                   |                                                  |                 |           | Publik: 1 200 Domare: Albert Nummelin | Publik: 1 200 Domare: Albert Nummelin |
| 17.00 | 17.00                   |                                                  |                 |           | Publik: 1 200 Domare: Albert Nummelin | Publik: 1 200 Domare: Albert Nummelin |

| 8-del | 13 augusti 1919 | IFK Göteborg | 0 – 3               | Gais | Ullervi, Göteborg       |                         |
| 18.30 | 18.30           |              | (0 – 1) GP GD IFKdb |      | Domare: Albert Nummelin | Domare: Albert Nummelin |
| 18.30 | 18.30           |              |                     |      | Domare: Albert Nummelin | Domare: Albert Nummelin |
| 18.30 | 18.30           |              |                     |      | Domare: Albert Nummelin | Domare: Albert Nummelin |

| Kvart | 7 september 1919 | IFK Norrköping | 1 – 3 | Gais | Norrköping |  |
|       |                  |                |       |      |            |  |
|       |                  |                |       |      |            |  |
|       |                  |                |       |      |            |  |

| Semi  | 28 september 1919 | Gais                                                                                                 | 7 – 1               | Hälsingborgs IF | Ullervi, Göteborg                          |                                            |
| 13.00 | 13.00             | Gustaf Johansson Albert Olsson 10′ Joel Björkman 30′, 47′, 84′ Arvid Bergman 50′ Fridolf Jonsson 80′ | (3 – 0) GD GP DNGHS | A. Karlsson     | Publik: 4 100 Domare: K.E. Holm, Stockholm | Publik: 4 100 Domare: K.E. Holm, Stockholm |
| 13.00 | 13.00             | |                     |                 | Publik: 4 100 Domare: K.E. Holm, Stockholm | Publik: 4 100 Domare: K.E. Holm, Stockholm |
| 13.00 | 13.00             | |                     |                 | Publik: 4 100 Domare: K.E. Holm, Stockholm | Publik: 4 100 Domare: K.E. Holm, Stockholm |

| Final | 19 oktober 1919 | Djurgårdens IF      | 1 – 4                | Gais                                                            | Stadion, Stockholm                                  |                                                     |
|       |                 | Ragnar Wicksell 62′ | (0 – 2) DN GD GP GHS | 7′ Rune Wenzel 13′, 72′ Arvid Bergman 75′ (str.) Fritjof Hillén | Publik: 10 525 Domare: Arthur Björklund, Norrköping | Publik: 10 525 Domare: Arthur Björklund, Norrköping |
|       |                 |                     |                      |                                                                 | Publik: 10 525 Domare: Arthur Björklund, Norrköping | Publik: 10 525 Domare: Arthur Björklund, Norrköping |
|       |                 |                     |                      |                                                                 | Publik: 10 525 Domare: Arthur Björklund, Norrköping | Publik: 10 525 Domare: Arthur Björklund, Norrköping |

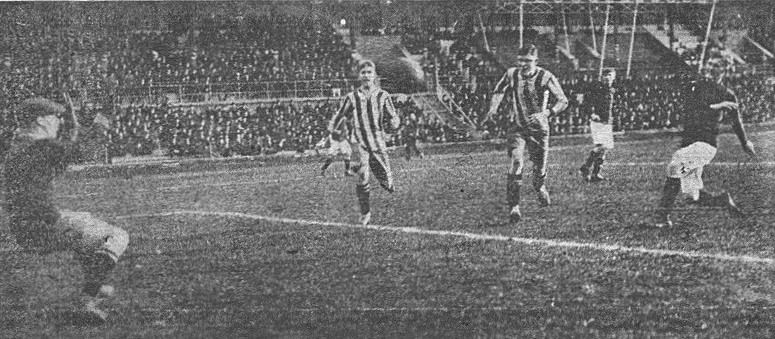
Arvid Bergman gör 2–0 till Gais i finalen.
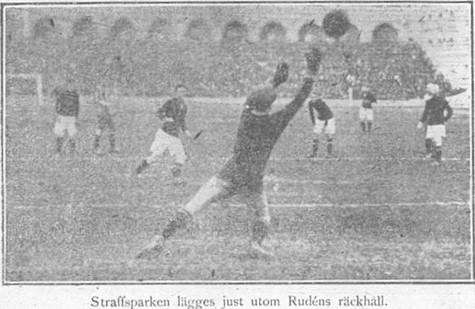
Fritjof Hillén gör 4–1 på straff.

## Truppen
- Ivan Holmdahl, målvakt
- Victor Björkman, högerback
- Fritjof Hillén, vänsterback

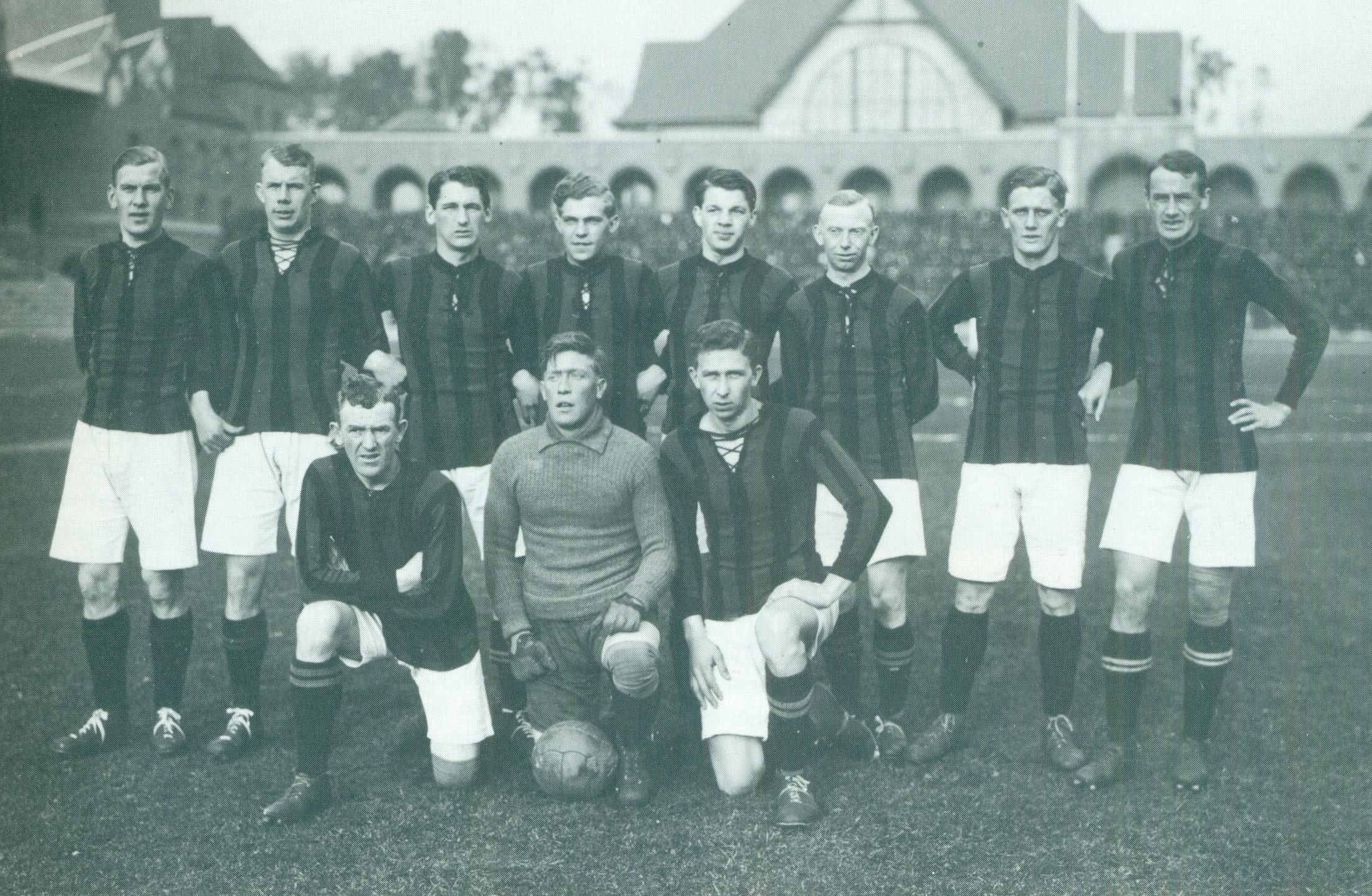
Truppen som tog SM-guld. Knästående från vänster: Victor Björkman, Ivan Holmdahl, Fritjof Hillén. Stående: John Johansson, Gustaf Johansson, Albert Olsson, Rune Wenzel, Nils Karlsson, Fridolf Jonsson, Arvid Bergman, Joel Björkman.

- John "Snärjarn" Johansson, högerhalv
- Gustaf "Bananen" Johansson, centerhalv
- Nils Karlsson, vänsterhalv
- Albert "Abben" Olsson, högerinner
- Joel Björkman, vänsterinner
- Rune Wenzel, högerytter
- Arvid Bergman, centerforward
- Fridolf Jonsson, vänsterytter